# 丹鶴ホール
丹鶴ホール（たんかくホール）は、和歌山県新宮市下本町二丁目2番地1にある複合公共施設。正式名称は新宮市文化複合施設（しんぐうしぶんかふくごうしせつ）。

## 歴史

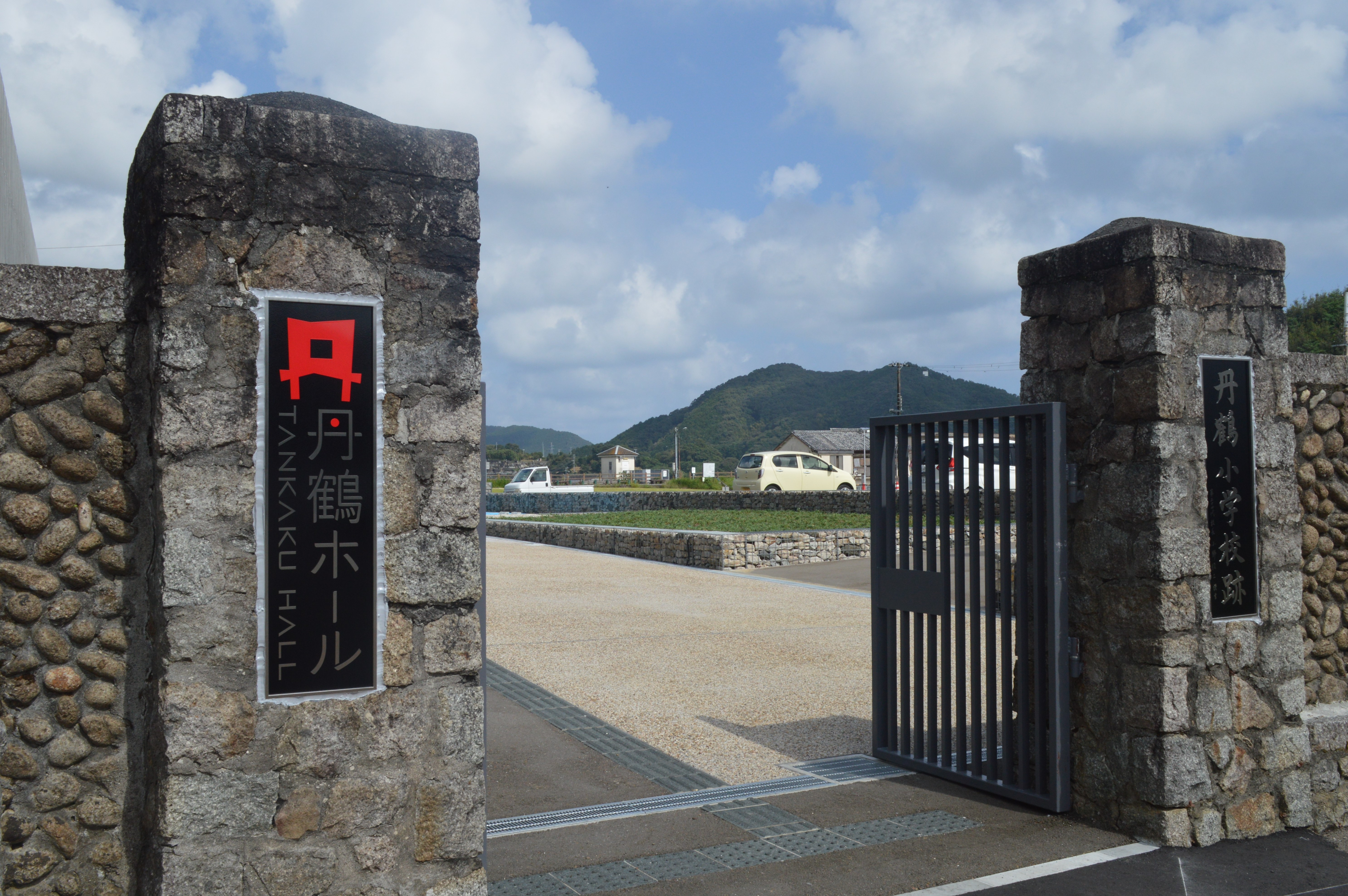
新宮市立丹鶴小学校で使用されていた門

### 計画
1966年（昭和41年）に開館した新宮市民会館、1974年（昭和49年）に開館した新宮市立図書館はいずれも老朽化が進んでいた。2012年（平成24年）には新宮城（丹鶴城）の西側にあった新宮市立丹鶴小学校が学校統廃合のために閉校となり、2016年（平成28年）には丹鶴小学校の東側にあった新宮市民会館が解体された。
2008年（平成20年）に新宮市第一次総合計画後期分の特進プロジェクトとして複合施設の事業を開始。当初は新宮市立図書館、「熊野学センター」、文化ホールの3施設を個別に建設する構想だったが、財政難の中で巨大な施設を建設することに対する批判の声もあった。また、建設予定地からは縄文時代から江戸時代の遺構（新宮城下町遺跡）が出土し、個別に建設するはずだった3施設を複合施設とするなど建設計画を変更した。
2011年（平成23年）8月の平成23年台風第12号（紀伊半島大水害）では新宮市も被災し、水害からの復旧を優先するために複合施設の建設計画が凍結されたうえ、計画の是非を問う住民投票条例の制定を求める声も上がった。なお、複合施設の建設と同時期の2010年代には、新宮市役所の建て替え（2017年開庁）という大型事業も行っている。
2019年（平成31年）4月9日には新宮市立丹鶴小学校と新宮市民会館の跡地で複合施設の建設に着工し、2021年（令和3年）2月8日に竣工した。総事業費は62億5000万円であり、うち国費が24億7000万円、和歌山県交付金が5億円、地方交付税が21億円、新宮市実質負担額が11億8000万円である。2021年（令和3年）5月には新宮市井の沢4-15の新宮市立図書館が移転準備のために長期休館に入った。

### 開館後
2021年（令和3年）10月3日、丹鶴ホールが開館した。同日には開館記念公演として大阪交響楽団によるコンサート「ハリウッドスペシャルセレクション 素晴らしき映画音楽集」が開催された。和歌山県立新宮高等学校、和歌山県立新翔高等学校、近畿大学附属新宮高等学校吹奏楽部との共演が予定されていたが、新型コロナウイルス感染症の状況のために共演は中止されている。新宮市民会館の玄関ホールに飾られていた村井正誠のモザイク壁画「熊野」は、丹鶴ホール2階の熊野ギャラリーに移設された。移転前の新宮市立図書館は約11万冊の蔵書を有していたが、移転後には新規購入分を加えて約20万冊に増えた。
2021年（令和3年）12月4日、歌手の広瀬香美によるピアノ弾き語りコンサートが開催された。広瀬は新宮市に隣接する那智勝浦町出身であり、那智勝浦町のふるさと大使を務めている。
2025年（令和7年）4月1日より、株式会社ケイミックスパブリックビジネスが指定管理者として運営している。

## 施設
東側には新宮城（丹鶴城）があり、北側には熊野川が流れている。建設の過程で新宮城下町遺跡が確認されており、芝生広場や駐車場がある敷地東側では遺跡を地中に保存している。建物の南側には江戸時代初期の武家屋敷で用いられていた石垣を移築している。

### 1階
- 文化ホール - 開口幅18.25m、開口高10.9m、奥行9.53m。通常席801席（最大収容人員1142人）[1]。

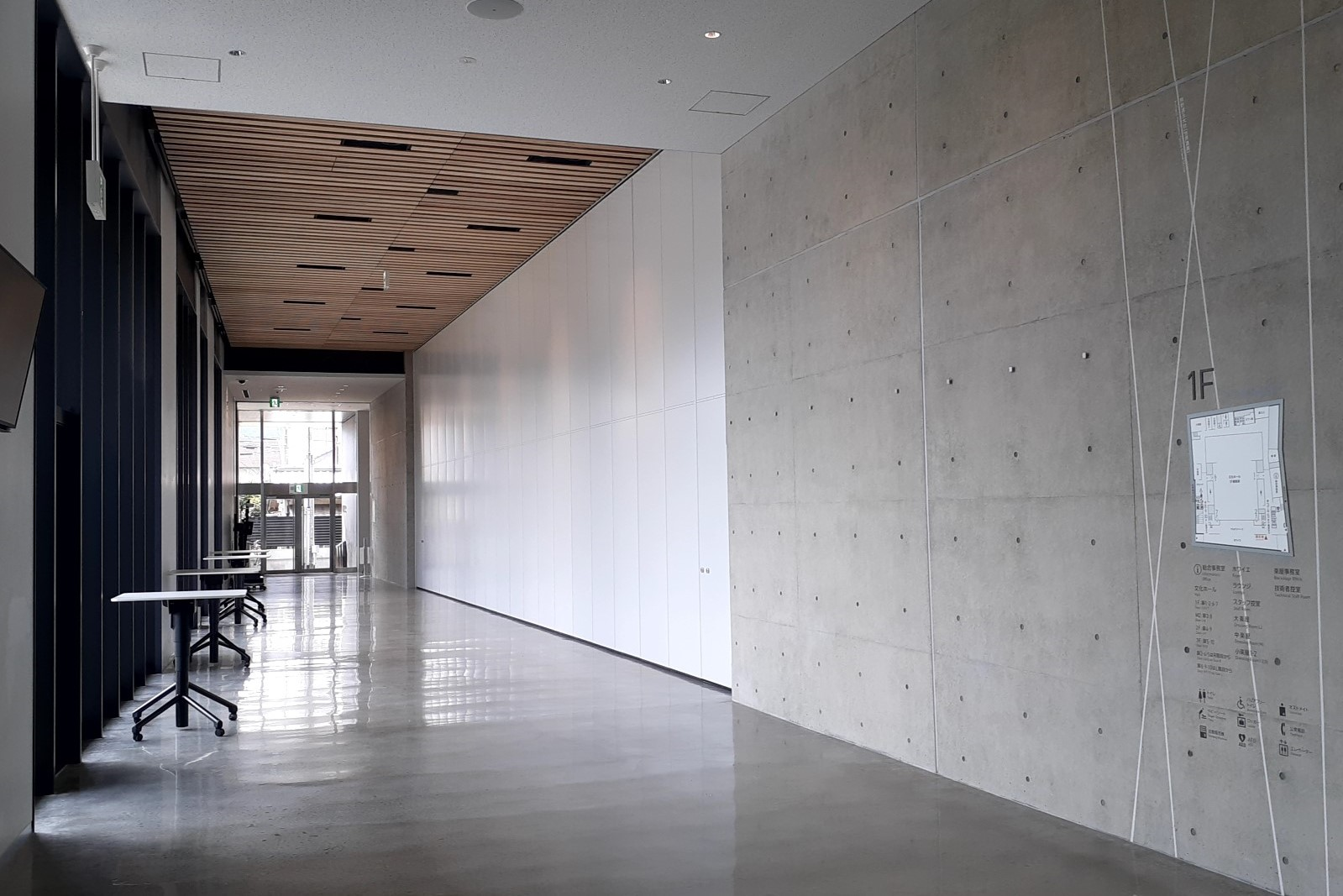
ホワイエ

- ホワイエ

- ラウンジ
- 大楽屋 - 収容28人。
- 中楽屋 - 収容10人。
- 小楽屋1・2 - 収容3人。

### 2階
- 熊野ロビー・熊野ギャラリー - 高さ3メートルで幅16メートルのモザイク壁画「熊野」がある。「熊野」のデザインは新宮市名誉市民の洋画家である村井正誠であり、洋画家の矢橋六郎が製作を担当した。

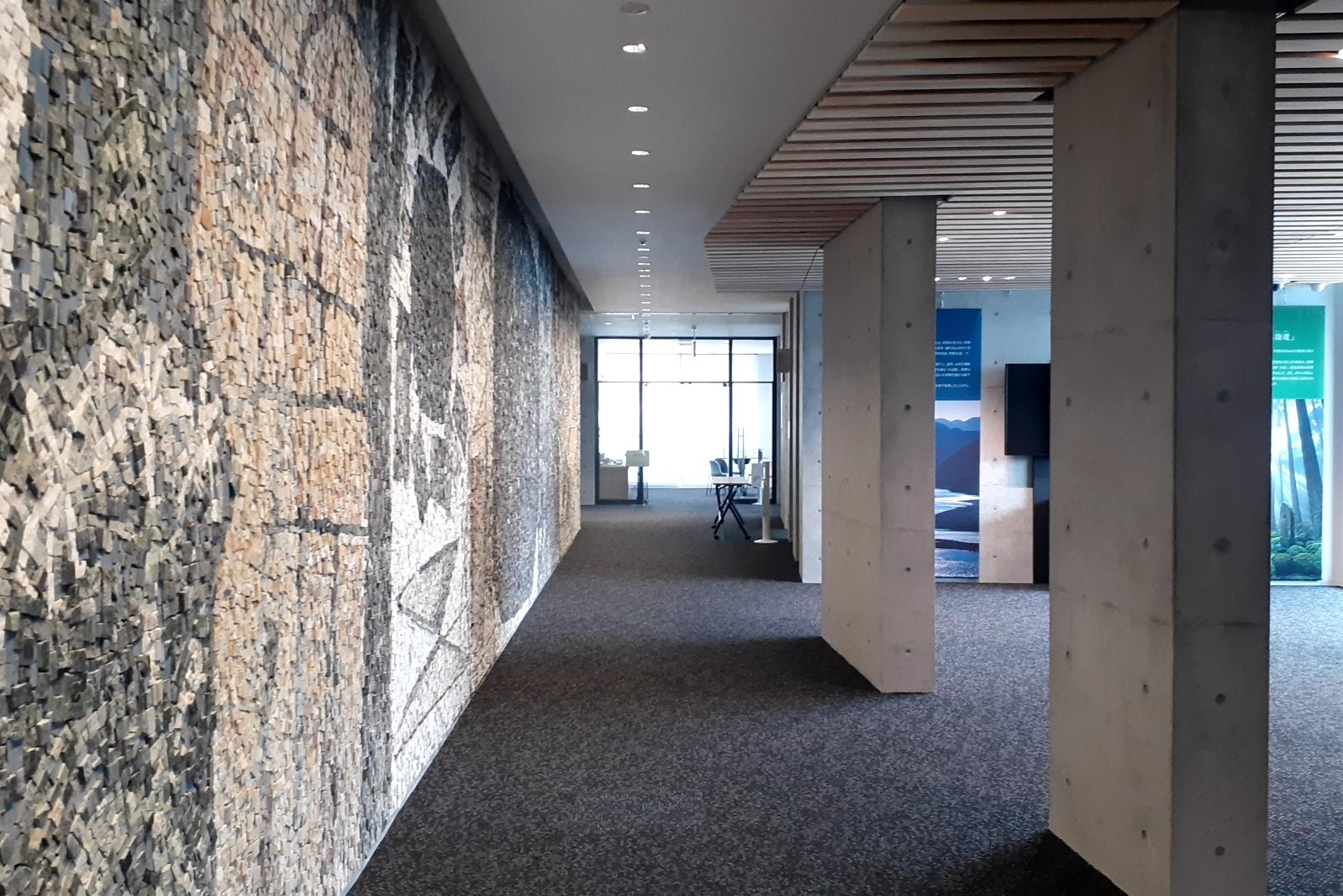
熊野ギャラリー

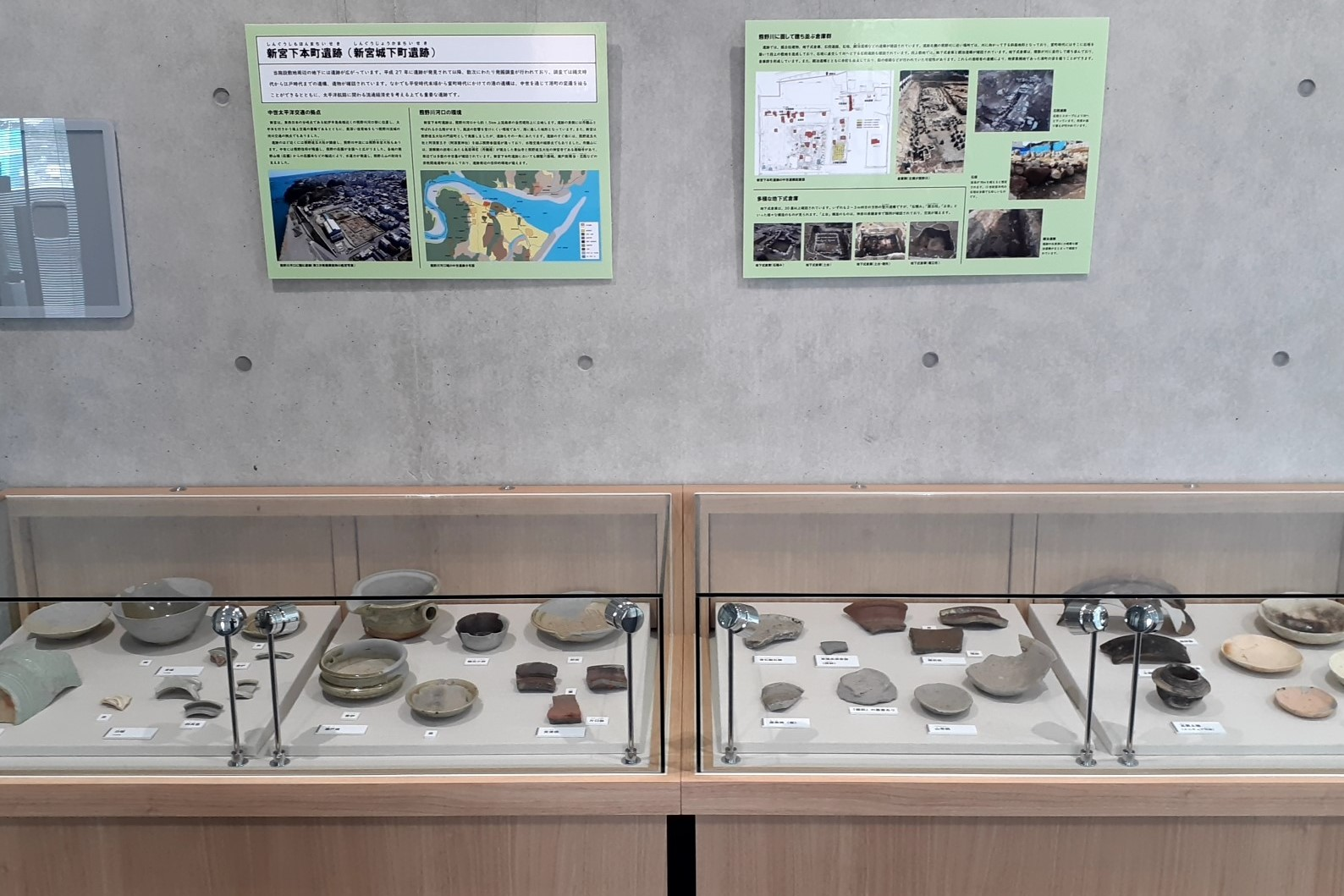
新宮城下町遺跡に関する展示

- 熊野学研究室

- 熊野サロン
- 多目的室
- 大会議室
- 小会議室
- 和室
- スタジオ

### 4階

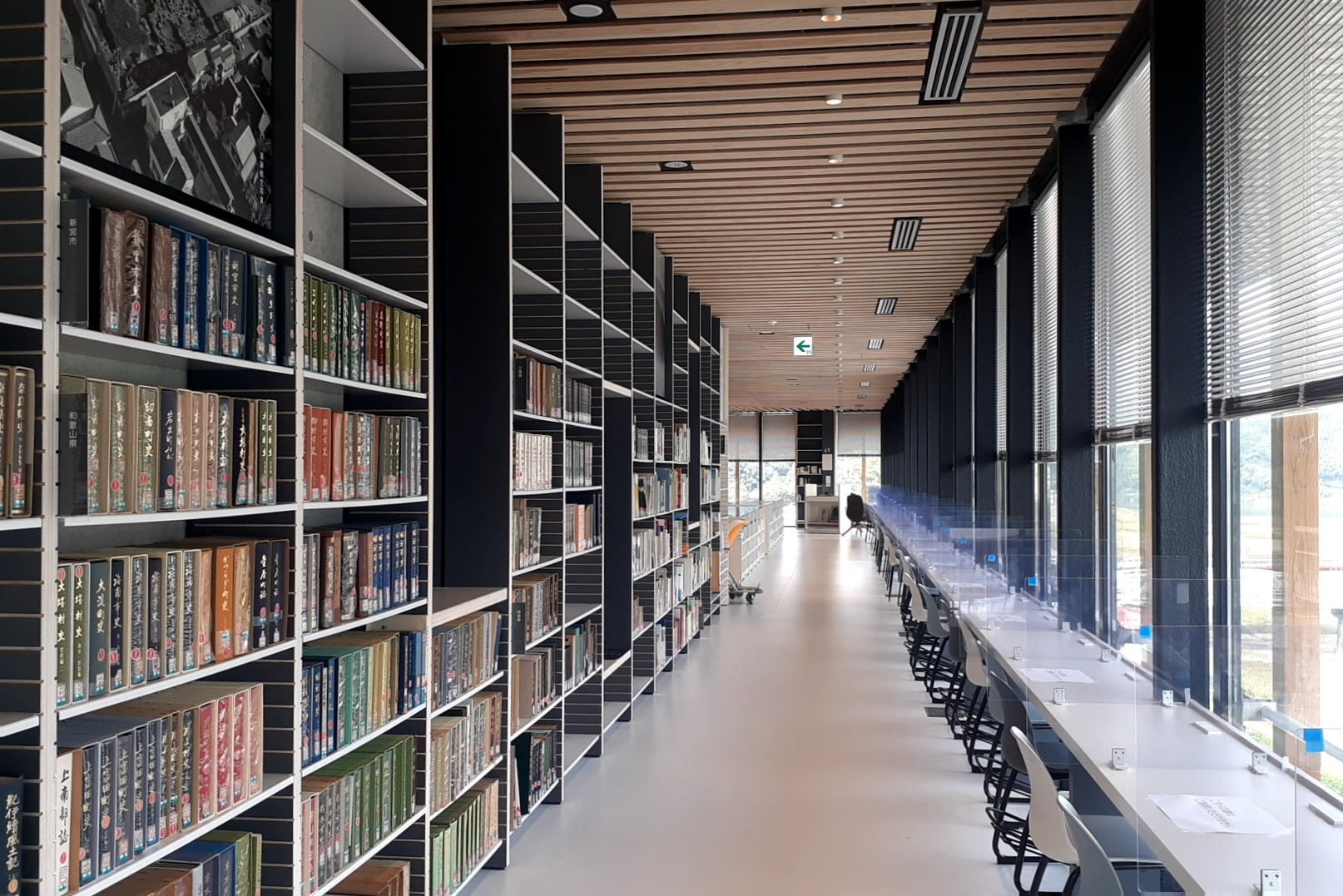
新宮市立図書館

- 新宮市立図書館

## 交通アクセス
- JR紀勢本線新宮駅から徒歩約10分